# Лагерное шоссе

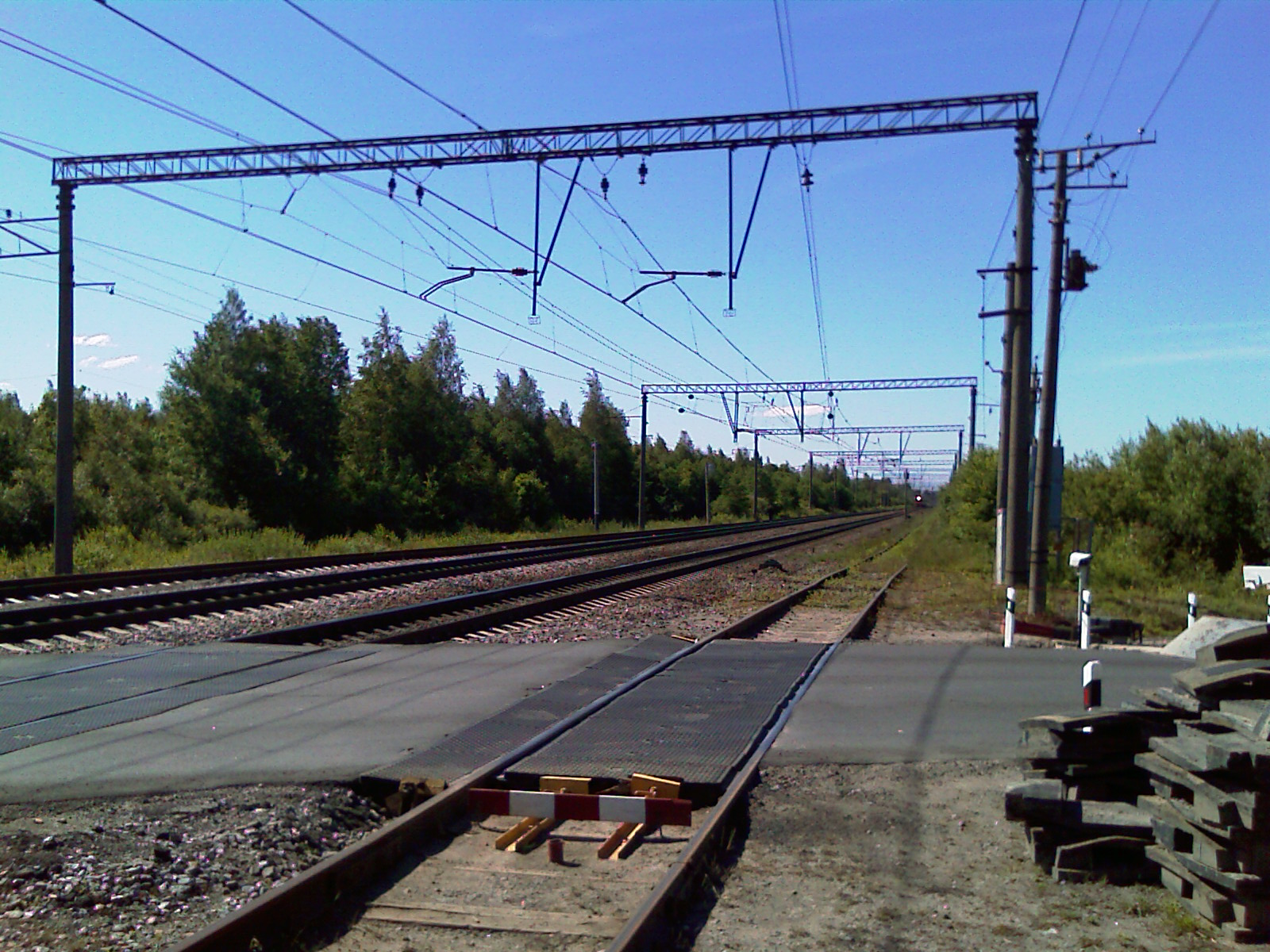
Лагерное шоссе пересекает Петербурго-Вологодскую ж/д. Спереди Понтонный, сзади справа Сапёрный, сзади слева Колпино

Ла́герное шоссе́ — шоссе в посёлке Понтонный Колпинского района Санкт-Петербурга. Проходит от Петрозаводского шоссе до Шлиссельбургского шоссе и Садовой улицы.

## История
С 1870-х годов магистраль от Колпино до Шлиссельбургского шоссе называлась Вознесе́нской улицей — по селу Вознесенское (Корчмино), в которое ведет магистраль. В 1918 году была переименована в Лагерное шоссе — по Усть-Ижорскому лагерю Императорского Сапёрного батальона. На карте Колпино 1902 года улица носит имя «дорога в сапёрный лагерь».
В посёлке Понтонный Лагерное шоссе имело собственную нумерацию.
В декабре 2013 года Топонимическая комиссия Санкт-Петербурга одобрила переименование Колпинского участка Лагерного шоссе (от Колпинской улицы до Волховстроевской железнодорожной линии) в Вознесенское шоссе, тем самым восстанавливая дореволюционное название в изменённой форме. С 16 июня 2017 года название «Вознесенское шоссе» принято, однако участок шоссе в посёлке Понтонный сохранил название Лагерное шоссе.

## Пересечения
- Садовый переулок
- Шлиссельбургское шоссе
- Садовая улица